# Cabinet de recrutement
 (juin 2015).
Si vous disposez d'ouvrages ou d'articles de référence ou si vous connaissez des sites web de qualité traitant du thème abordé ici, merci de compléter l'article en donnant les références utiles à sa vérifiabilité et en les liant à la section « Notes et références ».
Le cabinet de recrutement est le type d'entreprise dont le but est d'aider ses clients à recruter. 
Comme les autres entreprises de services, les cabinets de recrutement sont rattachés au secteur tertiaire dans la comptabilité nationale.

## Métier
Une entreprise ou un organisme peuvent, pour diverses raisons, avoir du mal à atteindre leurs objectifs de recrutements. Cela peut être dû à une main d'œuvre rare, ou encore parce que la compétence nécessaire impose une évaluation et une sélection spécifique.
Les cabinets de recrutement peuvent être généralistes ou se spécialiser dans le recrutement pour un domaine particulier.
On distingue généralement trois types de cabinets de recrutement.

## Cabinets de recrutement enbases de données
Ce type de cabinet de recrutement fonctionne en cherchant des candidatures dans leurs propres bases de données, ou dans des bases de données externes, dites CVThèques, généralement hébergées par des jobboards (Apec, Cadremploi, Monster, HelloWork, Keljob, etc.). 
À ces bases de données, l'on peut désormais associer les réseaux sociaux professionnels type Viadeo ou LinkedIn, qui peuvent s'apparenter, sans dénomination officielle toutefois, à des viviers de candidatures potentielles. L'usage des réseaux sociaux professionnels pour recruter s'impose aussi grâce aux recommandations publiques qui rassurent les cabinets de recrutement sur la crédibilité  des profils-candidats.   
Certains cabinets spécialisés recrutent des jeunes diplômés de la diversité et proposent une CV Videothèque dédiée.

## Cabinets de recrutement par annonce
Ce type de cabinet de recrutement fonctionne uniquement en réceptionnant et sélectionnant les candidatures reçues après la publication d'une offre d'emploi.

## Cabinets de recrutement par approche directe (Leschasseurs de têtes)
Ces cabinets vont chercher les candidats qui n'ont pas fait de démarche de recherche d'emploi de façon active.

## Cabinets de recrutement et innovation
La France compte de nombreux cabinets de recrutement généralistes ou spécialisés travaillant à des conditions variées (acompte ou success fees). Des plateformes se sont donc développées aux États-Unis, au Royaume-Uni, en Allemagne et maintenant en France.
La principale innovation vient des nouveaux cabinets entièrement "online" permettant de mettre en relation les besoins en recrutement des entreprises avec une large communauté de recruteurs (professionnels ou occasionnels) à moindre coûts. 

## Missions
Les principales missions d'un cabinet de recrutement sont les suivantes :
- Auditer les besoins métiers et stratégiques de l'entreprise cliente pour l'accompagner dans la définition du profil à recruter.
- Définir une stratégie de recrutement adapté au profil recherché et au secteur d'activité du client.
- Pour les cabinets de recrutement par annonce : trier les candidatures réceptionnées et identifier les candidats idéaux pour le poste.
- Pour les cabinets de recrutement par approche directe : convaincre les professionnels ciblés de rejoindre l'entreprise cliente.
- Mener un premier entretien de sélection, physique ou téléphonique, auprès des premiers candidats retenus.
- Réaliser une ou plusieurs prises de références pour chaque candidat sélectionné.
- Évaluer, monter des dossiers candidats et proposer une short list à l'entreprise cliente.
- Suivre et vérifier la bonne intégration du candidat sélectionné pour un poste donné.